# 미시마 쿠로네
미시마 쿠로네(일본어: 三嶋くろね 미시마 구로네[*], 9월 6일~)는 일본 사이타마현 출신의 일러스트레이터, 만화가이다.